# 証言拒絶権
証言拒絶権（しょうげんきょぜつけん）とは、証人が一定の場合に証言を拒絶できる権利。証言拒否権ともいう。

## 概要
証人は供述義務を負っており、正当な理由なく証言を拒むと過料等の制裁を受ける（民事訴訟法200条、
刑事訴訟法160条）。ただし、証言を拒むことができる場合が各法令に列挙されており、そこに規定された要件を満たせば証言を拒むことができる。要件は、各種の手続ごとに異なる。

### 民事訴訟
民事訴訟法では、証人尋問において、以下の場合に証言を拒むことができると規定されている。
- 自己や自己の一定範囲の親族等（配偶者・4親等内の血族・3親等内の姻族（これらの関係にあった者）、後見人、被後見人）が刑事訴追を受け、又は有罪判決を受けるおそれがある事項や、これらの者の名誉を害すべき事項（民事訴訟法196条）
- 公務員の職務上の秘密（民事訴訟法197条1項1号）
- 医師、歯科医師、薬剤師、医薬品販売業者、助産師、弁護士、弁理士、弁護人、公証人、宗教・祈祷・祭祀の職にある者（これらの職にあった者）が職務上知り得た事項で黙秘すべきもの（民事訴訟法197条1項2号）
- 技術又は職業上の秘密に関する事項（民事訴訟法197条1項3号）

さらに、司法書士、行政書士、公認会計士、税理士等、法令上の守秘義務を有する場合に関しても証言拒絶権が認められると解されている。
新聞記者の取材源に関しては、「職業上の秘密」に該当するとして、証言拒絶権を認めた下級審の裁判例（札幌高決昭和54年8月31日）が存在する（島田記者事件）。
地方自治法100条に基づく百条委員会の証人喚問において、証言拒絶権に関する規定は民事訴訟が準用される（地方自治法100条2項）。

### 刑事訴訟
刑事訴訟法では、証人尋問において、以下の場合に証言を拒むことができると規定されている。
- 自己や自己の一定範囲の親族等（配偶者・3親等内の血族・2親等内の姻族（これらの関係にあった者）、後見人・後見監督人・保佐人、被後見人・被保佐人）が刑事訴追を受け、又は有罪判決を受けるおそれがある証言（刑事訴訟法146条、147条）
- 医師、歯科医師、助産師、看護師、弁護士、弁理士、公証人、宗教の職にある者又はこれらの職にあった者が業務上知り得た事実で他人の秘密に関するもの（刑事訴訟法149条）

新聞記者の取材源に関しては、現行刑事訴訟法に証言を拒むことができる場合として列挙されていないことから、自己が刑事訴追や有罪判決を受けるおそれがあると考える場合を除いて証言拒否権は認められないと解されている（石井記者事件）。

### 証人喚問
議院における証人の宣誓及び証言等に関する法律（議院証言法）では、証人喚問において、以下の場合に証言を拒むことができると規定されている。
- 自己や自己の一定範囲の親族等（配偶者・3親等内の血族・2親等内の姻族（これらの関係にあった者）、後見人・後見監督人・保佐人、被後見人・被保佐人）が刑事訴追を受け、又は有罪判決を受けるおそれがあるとき（議院証言法4条1項）
- 医師、歯科医師、薬剤師、助産師、看護師、弁護士、弁理士、公証人、宗教の職にある者又はこれらの職にあった者が業務上委託を受けたため知り得た事実で他人の秘密に関するもの（議院証言法4条2項）